# Essingedjupet

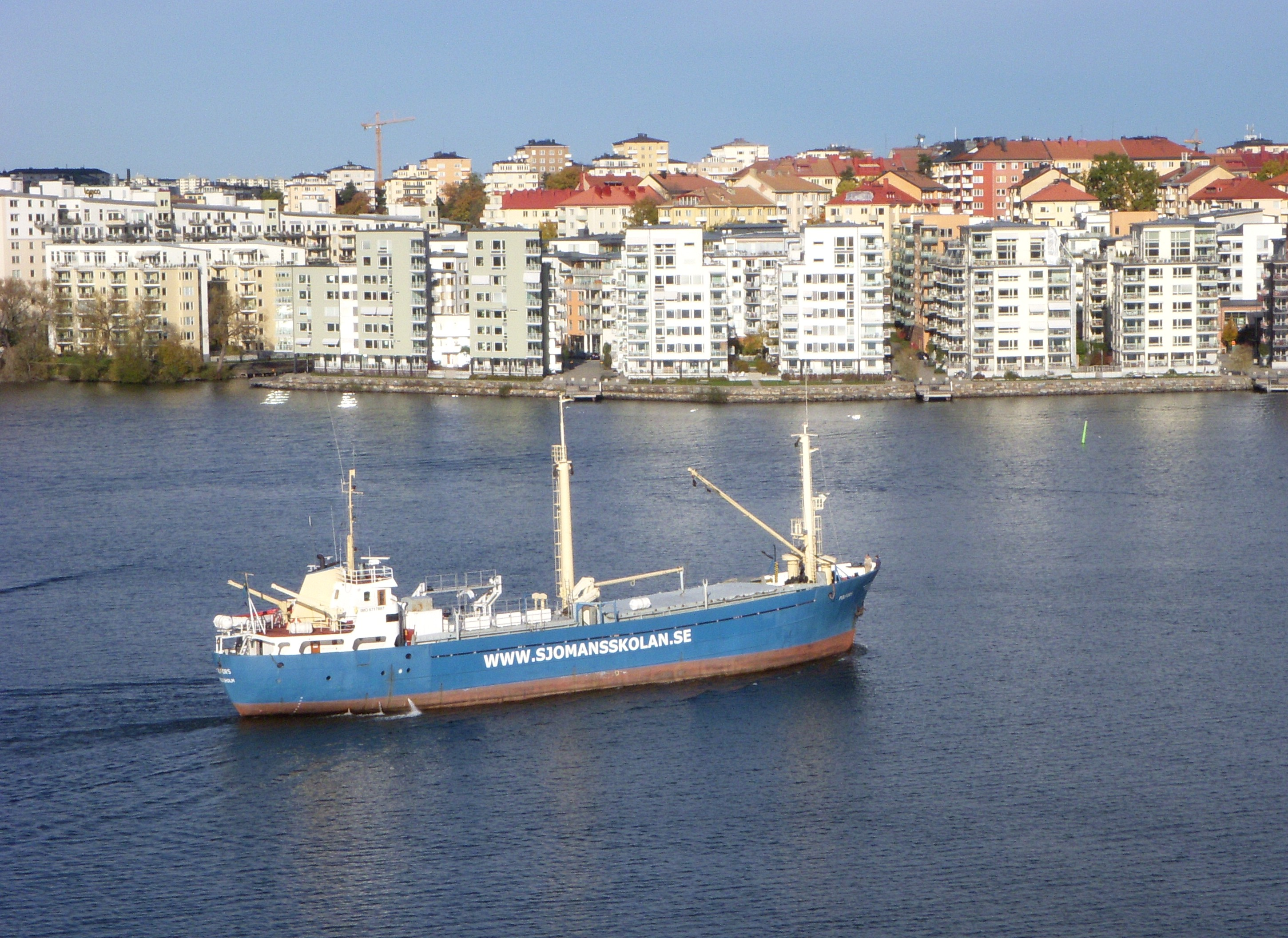
M/S Polfors på Essingedjupet utanför Lilla Essingen.

Essingedjupet är ett sund i västra Stockholm mellan öarna Stora och Lilla Essingen i sjön Mälaren. Sundet är 15–16 meter djupt och överbryggas av Essingebron som har en segelfri höjd av 15,2 meter.
I oktober 2005 inträffade en kollision mellan Lodbrok och Essingebron i sundet.